# 고용진
고용진(高榕禛, 1964년 8월 6일~)은 대한민국의 정치인으로, 제20·21대 국회의원이다. 서울특별시 출생이다.

## 학력
- 서울종암국민학교 졸업
- 대광중학교 졸업
- 대광고등학교 졸업
- 서울대학교 인문대학 언론정보학 학사
- 서울대학교 대학원 언론정보학 석사

## 경력
- 1990. 6.~1992. 5. 조윤형 국회부의장 비서관
- 사단법인 지방자치실무연구소 연구원
- 살기좋은 노원만들기 연구모임 공동대표
- 1993.~1995. 민주당 원내총무실 전문위원
- 1993.~1995. 민주당 서울특별시 지부 노원구 갑 지구당 기획실장
- 1995. 6. 27. 제1회 전국동시지방선거 당선[서울시의원(노원구제1), 민주당, 초선]
- 1995. 7.~1998. 6. 제4대 서울특별시의회 의원(민선 1기, 서울 노원구 제1선거구, 민주당→무소속→새정치국민회의, 초선)
  - 제4대 서울특별시의회 예산결산위원회 간사
  - 제4대 서울특별시의회 새정치국민회의 대변인
- 녹색서울시민위원회 집행위원
- 서울특별시 결산심사 대표위원
- 서울특별시 도시계획위원회 위원
- 서울특별시 지구단위계획심의위원회 위원
- 1996.~2000. 새정치국민회의 중앙위원
- 1998. 6. 4. 제2회 전국동시지방선거 당선[서울시의원(노원구제1), 새정치국민회의, 재선]
- 1998. 7.~2002. 6. 제5대 서울특별시의회 의원(민선 2기, 서울 노원구 제1선거구, 새정치국민회의→새천년민주당, 재선)
  - 제5대 서울특별시의회 생활환경위원회 간사
  - 제5대 서울특별시의회 도시관리위원회 간사
- 2002. 5.~2002. 6. 제3회 전국동시지방선거 서울특별시 노원구청장 새천년민주당 후보
- 2003. 3.~2004. 2. 노무현 정부 대통령비서실 행정관
- 2004. 2.~2004. 3. 제17대 국회의원 선거 서울 노원구 을 열린우리당 국회의원 예비후보
- 2004. 5.~2007. 5. 한국환경자원공사 기획관리이사
- 2010. 4.~2010. 5. 제5회 전국동시지방선거 서울특별시 노원구청장 민주당 예비후보
- 2010. 10.~2011. 12. 민주당 손학규 대표 비서실 부실장
- 2010. 10.~2011. 12. 민주당 정책위원회 부의장
- 2011. 12.~2012. 3. 제19대 국회의원 선거 서울 노원구 갑 민주통합당 국회의원 예비후보
- 2014. 11.~2015. 12. 새정치민주연합 서울특별시당 노원구 갑 지역위원회 위원장
- 2015. 12.~ 2024. 5. 더불어민주당 서울특별시당 노원구 갑 지역위원회 위원장
- 2016. 4. 13. 대한민국 제20대 국회의원 선거 당선(서울 노원구 갑, 더불어민주당, 초선)
- 2016. 12.~2017. 5. 더불어민주당 대변인
- 2017. 6.~2018. 5. 더불어민주당 정책위원회 부의장
- 2019. 5.~2020. 5. 더불어민주당 원내부대표
- 2020. 3.~2020. 4. 제21대 국회의원 선거 더불어민주당 총선공약기획단 부단장
- 2020. 4. 15. 대한민국 제21대 국회의원 선거 당선(서울 노원구 갑, 더불어민주당, 재선)
- 2020. 6.~2021. 5. 더불어민주당 정책위원회 제3정책조정위원장
- 2021. 4.~2021. 5. 더불어민주당 중앙당 선거관리위원회 위원
- 2021. 5.~2022. 8. 더불어민주당 수석대변인
- 2022. 8.~2024. 9. 더불어민주당 예산결산위원장
- 2023. 12.~2024. 3. 제22대 국회의원 선거 서울 노원구 갑 더불어민주당 국회의원 예비후보
- 법무법인 백한 고문

### 의정 활동
- 2016. 5.~2020. 5. 제20대 국회의원(서울 노원구 갑, 더불어민주당, 초선)
  - 2016. 6.~2017. 7. 제20대 국회 전반기 미래창조과학방송통신위원회 위원
  - 2016. 7.~2018. 3. 제20대 국회 평창동계올림픽 및 국제경기대회지원 특별위원회 위원
  - 2017. 7.~2018. 5. 제20대 국회 전반기 과학기술정보방송통신위원회 위원
  - 2017. 9. 제20대 국회 대법원장(김명수) 임명동의에 관한 인사청문특별위원회 위원
  - 2018. 7.~2019. 8. 제20대 국회 후반기 정무위원회 위원
  - 2019. 5.~2020. 5. 제20대 국회 후반기 국회운영위원회 위원
  - 2019. 8.. 제20대 국회 후반기 과학기술정보방송통신위원회 위원
  - 2019. 8.~2020. 5. 제20대 국회 후반기 정무위원회 위원
- 2020. 5.~2024. 5. 제21대 국회의원(서울 노원구 갑, 더불어민주당, 재선)
  - 2020. 6.~2021. 6. 제21대 국회 전반기 기획재정위원회 간사
  - 2020. 8.~2021. 6. 제21대 국회 전반기 기획재정위원회 조세소위원회 소위원장
  - 2021. 6.~2022. 5. 제21대 국회 전반기 기획재정위원회 위원
  - 2022. 7.~2024. 5. 제21대 국회 후반기 기획재정위원회 위원
  - 2023. 6.~2023. 7. 제21대 국회 후반기 예산결산특별위원회 위원

## 역대 선거 결과
|  | 59.67% |

|  | 50.46% |

|  | 42.79% |

|  | 41.79% |

|  | 56.78% |

## 소속 정당
| 소속 정당 | 소속 정당      | 소속 기간 | 비고      |
| --------- | -------------- | --------- | --------- |
|           | 무소속         | 1990~1992 | 정계 입문 |
|           | 민주당         | 1992~1995 | 입당      |
|           | 무소속         | 1995      | 탈당      |
|           | 새정치국민회의 | 1995~2000 | 창당      |
|           | 새천년민주당   | 2000~2004 | 합당      |
|           | 무소속         | 2003      | 탈당      |
|           | 열린우리당     | 2004~2007 | 입당      |
|           | 대통합민주신당 | 2007~2008 | 합당      |
|           | 통합민주당     | 2008      | 합당      |
|           | 민주당         | 2008~2011 | 당명 변경 |
|           | 민주통합당     | 2011~2013 | 합당      |
|           | 민주당         | 2013~2014 | 당명 변경 |
|           | 새정치민주연합 | 2014~2015 | 합당      |
|           | 더불어민주당   | 2015~현재 | 당명 변경 |

## 가족 관계
- 배우자: 이은주(~2020년 6월 20일)

## 같이 보기
- 노원구 갑
- 서울 노원구의 국회의원